# Хронологија инвазије Русије на Украјину (септембар 2022)
Овај чланак обухвата дешавања која су се догодила у септембру 2022. године, за време инвазије Русије на Украјину.

## Хронологија

### 1. септембар
Шведска ће предати Украјини артиљеријску муницију у вредности од 46,4 милиона долара у оквиру седмог пакета помоћи.
Украјинске снаге извеле су десант у области Енергодара, али деловала је руска авијација, циљ десанта је био ометање долазак представника ИАЕА у нуклеарку Запорожје.

### 2. септембар
Украјинске оружане снаге уништиле су силос који припада украјинској аграрној компанији приликом гранатирања Нове Каховке у Херсонској области. Огромна количина житарица је изгубљена, а производни погони су уништени. Напад је извршен коришћењем високопрецизног оружја.

### 3. септембар
Украјинске снаге су покушале да освоје нуклеарну електрану Запорожје. Украјинске поморске снаге и више од 250 војника је покушало да се искрца на обалу у близини нуклеарке на југу Украјине око 23 часа по локалном времену. Руски војници су одбили напад користећи војне хеликоптере и борбене авионе.

### 4. септембар
Немачка ће Украјини обезбедити додатних 200 милиона евра за финансирање програма помоћи интерно расељеним лицима због руске агресије.
Украјинска војска је успешно одбила нападе руских трупа у областима насеља Богородично, Пасека, Бахмут, Покровск, Пески и Первомајск, у Доњецкој области, али да руске снаге настављају офанзиву у правцу Бахмута и Авдејевке.

### 5. септембар
Европска комисија и Украјина потписале су у Бриселу договор о 500 милиона евра помоћи која ће бити утрошена на становање и образовање расељених, као и на пољопривреду Украјине.

### 6. септембар
У ваздушном нападу руских снага на Криви Рог у Дњепропетровској области погођено је складиште нафте, услед чега је избио пожар.

### 7. септембар
Украјина је погодила више од 400 руских циљева ракетним системима ХИМАРС које су им испоручиле САД.

### 8. септембар
Оружане снаге Русије уништиле су пет складишта пројектила и муниције у Запорошкој области и у близини Балаклеје у Харковској области.

### 9. септембар
Украјинска војска је освојила више од 30 насеља у региону Харкова и да наставља са активним операцијама у неколико области.

### 10. септембар
Украјинска војска ослободила око 2.000 квадратних километара своје територије од почетка контраофанзиве, која је почела крајем августа, украјинске снаге су 29. августа саопштиле да су започеле контраофанзиву на југу земље.

### 11. септембар
Руске снаге су погодиле енергетску инфраструктуру у централном украјинском региону Дњепропетровск, прекинувши снабдевање електричном енергијом неколико градова.

### 12. септембар
Пет украјинских региона је било делимично или потпуно без струје у недељу. Регион Харков и део Доњецка који контролише Кијев без струје, а делимична искључења су пријављена у регионима Запорожје, Дњепропетровск и Суми.
Украјинске снаге су поново заузеле 6.000 квадратних километара територије која је била под контролом Русије од почетка месеца.

### 13. септембар
Скоро све украјинске снаге које су покушале да напредују ка аеродрому у Доњецку су неутралисане.

### 14. септембар
Пакет помоћи Вашингтона украјинским оружаним снагама вредан је 675 милиона долара, Лондон је други по испоруци оружја Кијеву.

### 15. септембар
Руске снаге су током ноћи испалиле седам ракета и погодиле хидротехничко постројење у Кривом Рогу у Дњепропетровској области, због чега су становници неколико округа остали без воде.
Немачка је Украјини испоручила два ракетна лансера МАРС-2 који укључују 200 ракета, поред тога је послала 50 оклопних транспортера.

### 16. септембар
Сједињене Америчке Државе упутиће Украјини додатну војну помоћ од 600 милиона долара. Пакет укључује ракетне системе високе покретљивости, наочаре за ноћно осматрање, опрему за чишћење мина, артиљеријске метке од 105 мм и прецизно вођене артиљеријске метке од 155 мм. Новац ће такође бити употребљен за војно образовање и обуку.

### 17. септембар
Руске снаге су извеле ударе на положаје украјинске војске у областима Херсона, Николајева, Харкова и Доњецка.

### 18. септембар
Украјинска војска испалила је две ракете из вишецевних ракетних бацача ХИМАРС на град Сватово у самопроглашеној Луганској Народној Републици. Украјина је у протекла 24 сата 45 пута гранатирала насеља у Доњецкој Народној Републици, испаливши 211 јединица муниције. Оштећена су 44 стамбена објекта у Доњецку, Макејевки и Горловки, као и осам објеката цивилне инфраструктуре.

### 19. септембар
Руска војска почела је да користи беспилотне летелице иранске производње Шахед-136 су релативно мале и лете веома ниско, што украјинским системима ПВО отежава да их открију.

### 20. септембар
Руске снаге током ноћи испалиле су више од 100 граната на Никопољски округ.
После договора са Немачком, Словенија ће испоручити Украјини 28 тенкова типа М-55С. Словенија ће Украјини испоручити 28 својих старих тенкова, а заузврат од Немачке добија војну опрему.

### 21. септембар
Руски министар одбране Сергеј Шојгу рекао је да се делимична мобилизација, коју је најавио председник Путин, односи на особе које имају војно искуство и најавио да ће бити позвано 300.000 резервиста. Према речима руског министра Сергеја Шојгуа, Русија има огромне мобилизационе ресурсе – 25 милиона људи.
У украјинском гранатирању пројектилима високог калибра оштећена једна од цеви техничког водоснабдевања првог безбедносног система реактора нуклеарне електране Запорожје.

### 22. септембар
Референдум о уласку Луганске Народне Републике у састав Русије биће одржан од 23. до 27. септембра. Референдум ће такође бити одржан и у Доњецкој области (ДНР). Русија је 21. фебруара ове године признала независност тих области у Украјини.

### 23. септембар
Становници самопроглашених НР Доњецка и Луганска, као и територије Херсонске и Запорошке области у Украјини, које су под руском контролом, гласаће на референдумима о приступању Русији од данас па до 27. септембра.
Русија и Украјина су размениле око 300 ратних заробљеника уз посредовање Турске и Саудијске Арабије.

### 24. септембар
Противваздушне ракетне јединице Ваздухопловства Оружаних снага Украјине обориле су шест дронова камиказа. Први пут у Украјини противваздушни топови Оружаних снага Украјине оборили су јуришни дрон Мохаџер-6 иранске производње.

### 25. септембар
Украјинске трупе гађале су друмски мост на улазу у Енергодар у Запорошкој области. Пут је касније отворен за саобраћај.

### 26. септембар
САД ће обезбедити 457,5 милиона долара нове помоћи Украјини намењене цивилном сектору. Помоћ је осмишљена да помогне украјинским агенцијама за спровођење закона и кривичном правосуђу. Укупна војна помоћ администрације председника Џозефа Бајдена Украјини премашила је 15,8 милијарди долара.

### 27. септембар
Украјинска војска гранатирала је рано јутрос девет насеља у Доњецкој Народној Републици, испаливши укупно 52 пројектила.

### 28. септембар
Украјинске снаге испалиле су 11 граната на три насеља у Доњецкој Народној Републици. Украјинске снаге синоћ су гранатирале град Јасиноватају и села Заичево и Јаковлевку оружјем калибра 152 мм.

### 29. септембар
Украјина је током референдума извршила нападе из вишецевних ракетних бацача ХИМАРС на територију Донбаса, Запорошке и Херсонске области.

### 30. септембар
Руске снаге су са две ракете напали стамбени простор у Николајеву. Једна ракета је погодила девети спрат и причињена је озбиљна штета.